# Saint-Victor, Dordogne
Saint-Victor är en kommun i departementet Dordogne i regionen Nouvelle-Aquitaine i sydvästra Frankrike. Kommunen ligger i kantonen Montagrier som tillhör arrondissementet Périgueux. År 2022 hade Saint-Victor 212 invånare.

## Befolkningsutveckling
Antalet invånare i kommunen Saint-Victor
Referens:INSEE